# James Daniel Niedergeses
James Daniel Niedergeses (* 2. Februar 1917 in Lawrenceburg, Tennessee; † 16. November 2007 in Nashville, Tennessee) war neunter römisch-katholischer Bischof von Nashville.

## Leben
James Daniel Niedergeses wurde als ältestes von sieben Kindern in einer Farmerfamilie geboren. Ab 1935 besuchte er die Father Ryan High School in Nashville, ab 1937 studierte er an den Priesterseminaren St. Bernard College in Alabama and St. Ambrose College in Davenport, Iowa.  Niedergeses empfing am 20. Mai 1944 das Sakrament der Priesterweihe. Anschließend war er elf Jahre lang in Chattanooga in der Pfarrseelsorge sowie als Krankenhaus- und Gefängnispfarrer tätig. Zudem lehrte er 17 Jahre lang am Father Ryan in Nashville. Er engagierte sich insbesondere in der Ökumene und war als Vorsitzender der „Clergy Association of Greater Chattanooga“ Sprecher der christlichen Kirchen.
1975 ernannte Papst Paul VI. ihn zum Bischof von Nashville. Die Bischofsweihe spendete ihm der Erzbischof von Louisville, Thomas Joseph McDonough, am 20. Mai 1975. Mitkonsekratoren waren sein Amtsvorgänger, Bischof Joseph Aloysius Durick, und der Bischof von Evansville, Francis Raymond Shea. Niedergeses gründete in Tennessee zahlreiche neue Pfarrgemeinden während seiner Zeit als Bischof. Zudem war er 1988 der Gründer des neuen Bistums Knoxville.
1992 gab Papst Johannes Paul II. seinem Rücktrittsgesuch aus Gesundheitsgründen statt. Er starb nach langer Krankheit im Saint Thomas Hospital in Nashville.